# Vonné látky v kosmetice
Vonné látky v kosmetice mají nezastupitelnou roli, příjemně dráždí čichové receptory. Používají se od starověku, ale rozvoj voňavkářství nastal až ve Francii koncem 17. století. Vedoucí postavení si v tomto oboru udržuje Francie dodnes.
Tyto látky patří mezi nejčastější alergeny v kosmetice.

## Rozdělení vonných látek

### Přírodní vonné látky

#### Rostlinného původu
- rostliny tvoří silice, neboli etherické oleje – jsou uloženy ve zvláštních siličních buňkách
- jsou to většinou kapaliny příjemně vonící, nerozpustné ve vodě, ale dobře rozpustné v organických rozpouštědlech

vonné látky rostlinného původ jsou získávány hned několika způsoby:
- extrakce

vyluhování vonných látek do vhodného rozpouštědla (tuk, olej, alkohol)
patří k nejstarším metodám získávání vonných látek
- lisování

takto se získávají silice z citrusových plodů
- destilace s vodní parou

materiál se zahřívá v destilační aparatuře a vodní pára sebou strhává uvolňující se silici, která se po ochlazení usazuje jako olejovitá vrstva na povrchu vody. Touto metodou se vyrábějí silice z plodů, listů nebo kořene, z oddenků a květů.

#### Živočišného původu
- vonné látky vytvářejí také živočichové
- většina tkáňových látek, které vznikají v živočišných tělech, jsou spíše páchnoucí látky (záleží na jejich koncentraci, zda cítíme vůni nebo zápach)

nejznámější vonné látky živočišného původu jsou:
- ambra

šedá hmota silně pronikavého zápachu, vzniká v trávicím ústrojí vorvaně při poranění polykanou stravou (př. kraby, sépiemi), patří k nejcennějším vonným látkám
- mošus = pižmo

jedna z nejintenzivněji vonících látek, je to sekret, který se shromažďuje ve váčku, ležícím v blízkosti pohlavních orgánů samce Kabara pižmového (příbuzný asijských jelenů)
- cibet

je to silně páchnoucí výměšek, který se ukládá ve váčcích poblíž řitního otvoru Cibetky (kočky cibetové), je to žlutá až žlutohnědá masťovitá hmota

### Syntetické vonné látky
S rozvojem chemie začal stoupat počet látek vyrobených syntetickou cestou, buď jako napodobeniny přírodních látek nebo jako látky zcela nové, u kterých byly aromatické vlastnosti objeveny náhodně. VYužítí si tyto látky najdou v potravinářství i v kosmetice. Mezi nejdůležitější synteticky vyrobené vonné látky patří kumarin, vanilin a heliotropin
 Vonná kompozice = směs vonných látek 
- použití samostatných aromatických látek k parfemaci KP není vhodné, protože v čistém stavu nemají dostatečně zajímavou a plnou vůni anebo tato vůně není dostatečně stabilní
- parfémovou kompozici často tvoří 30-50 vonných látek

rozeznáváme 3 základní složky vonné kompozice:
1) špička vůně
- obsahuje nejtěkavější látky, vytváří svěží tón, který rychle vyprchá

2) srdce kompozice (střed)
- obsahuje středně těkavé látky, vůně by měla vydržet co nejdéle (několik hodin)

3) fixátory (konec vůně)
- odpařují se pomalu, snižují odpařování silic a zbytku kompozice, vůně je těžší, po delší době zřetelně voní

## Biologické účinky vonných látek
- nevýhody: způsobují alergické reakce

- výhody: 
  - repelentní účinky – odpuzují hmyz
  - anestetické – utišují bolest
  - antiseptické – ničí choroboplodné zárodky
  - uvolňují křeče, hojí …

## Aromaterapie
Je několik let stará metoda, při které se používají vůně léčivých rostlin (tzv. etherické oleje) k prevenci a léčbě nemocí. Etherické oleje jsou prchavé látky se složitou strukturou, kterou utváří někdy i několik set složek. Jejich léčivé účinky nejsou způsobeny pouze jejich chemickým složením, ale také nahromaděním sluneční energie a vyzařováním určitých elektromagnetických vibrací → z tohoto důvodu nejsou vhodné syntetické náhražky rostlinných vůní, které mohou navíc vyvolávat alergie.
Dnes[kdy?] je hojně využíván především tea tree oil

### Použitá literatura
- Vlastní pracovní listy
- Kniha kosmetiky